# 星空迷彩

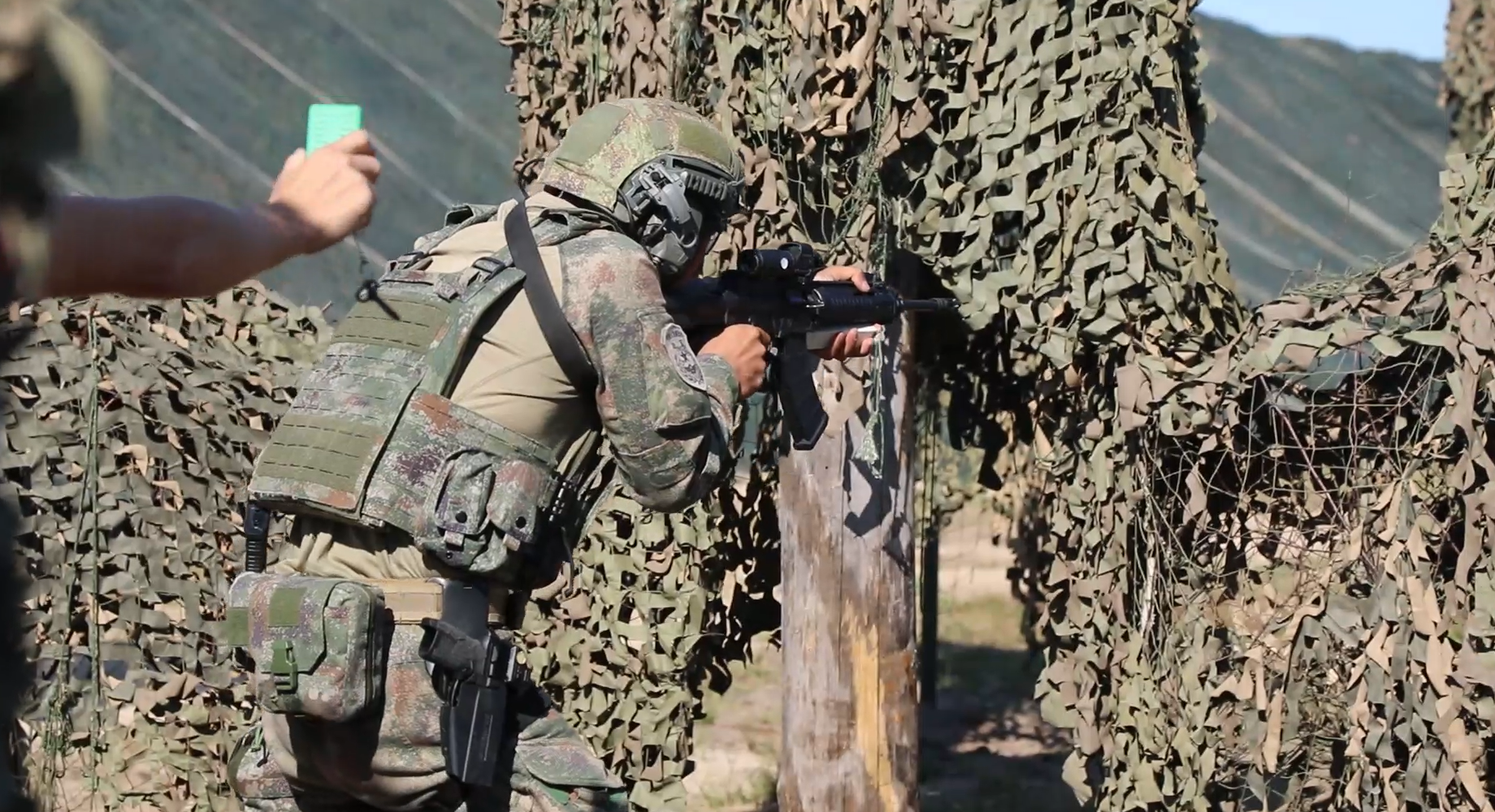
穿着星空迷彩的中国人民解放军陆军士兵

星空是中华人民共和国人民解放军各军种于2019年开始采用的一种军用迷彩图案。星空迷彩于2019年推出，取代了正规部队使用的07式军服与迷彩。新制服和星空迷彩于2019年9月下旬在庆祝中华人民共和国成立70周年庆典活动前首次亮相。
星空迷彩部署于19式和21式两套军服系列。

## 历史

### 设计
新迷彩有5种不同的图案，且颜色不再基于军种。在制服的设计采用了手腕、肘部、脚踝和膝盖的松紧环，以防止穿着制服的士兵在行进过程中受到植被或地形的影响。这套制服还设有用于放置护肘和护膝的内部插槽。制服上的口袋采用侧开设计，方便穿戴战术背心后使用。 新款军服改进了结构和材料设计，具有更好的机动性、实用性、防火性和防护性。
新设计实现了制服配件的颜色定制。城市、林地和丛林迷彩配有黑色手套和靴子，而沙漠和荒漠迷彩则配有沙色手套和靴子。 战术背包上可以装载各种同类迷彩色的附属装备。
与传统的数码迷彩相比，新迷彩图案利用了无法识别的微小网格，在不同距离下都能提供更好的隐蔽性。其织物上的斑点比07式数码迷彩的要小。 

## 分类
星空迷彩有5种图案可供选择。
林地
棕色和绿色的数码迷彩。
丛林
丛林绿色数码迷彩。
沙漠
浅沙色数码迷彩。
荒漠
深沙色数码迷彩，一些来源也将其称为苔原和高原迷彩。
城市
深灰色数码迷彩。

## 图片

前中国国防部部长魏凤和身着19式办公制服（右）
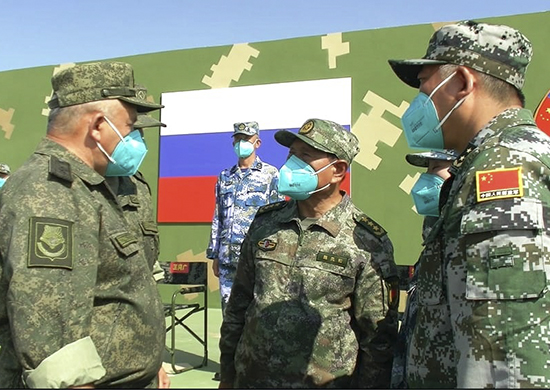
俄罗斯和中国军官参加“西部/聯合─2021”军事演习。从左到右：俄罗斯办公制服（EMR迷彩）、19式办公制服（星空迷彩）、07式迷彩服